# FEI Nations Cup
De FEI Nations Cup is de wereldbeker springen, die sedert 1965 jaarlijks georganiseerd wordt door de Fédération Équestre Internationale.

## Geschiedenis
Reeds in 1909 werd er voor het eerst een internationale wedstrijd voor landenploegen georganiseerd, maar pas in 1965 werd een officiële wereldbeker ingesteld. De eerste editie werd gewonnen door Groot-Brittannië. Met veertien eindzeges is Duitsland momenteel recordhouder. Duitsland is tevens de huidige titelhouder.

## Erelijst
| Jaar | Winnaar          |
| ---- | ---------------- |
| 1965 | Groot-Brittannië |
| 1966 | Verenigde Staten |
| 1967 | Groot-Brittannië |
| 1968 | Verenigde Staten |
| 1969 | West-Duitsland   |
| 1970 | Groot-Brittannië |
| 1971 | West-Duitsland   |
| 1972 | Groot-Brittannië |
| 1973 | Groot-Brittannië |
| 1974 | Groot-Brittannië |
| 1975 | West-Duitsland   |
| 1976 | West-Duitsland   |
| 1977 | Groot-Brittannië |
| 1978 | Groot-Brittannië |
| 1979 | Groot-Brittannië |
| 1980 | Frankrijk        |
| 1981 | West-Duitsland   |
| 1982 | West-Duitsland   |
| 1983 | Groot-Brittannië |
| 1984 | West-Duitsland   |
| 1985 | Groot-Brittannië |
| 1986 | Groot-Brittannië |
| 1987 | Frankrijk        |
| 1988 | Frankrijk        |
| 1989 | Geen finale      |
| 1990 | Geen finale      |
| 1991 | Verenigde Staten |
| 1992 | Geen finale      |
| 1993 | Geen finale      |
| 1994 | Geen finale      |
| 1995 | Geen finale      |
| 1996 | Geen finale      |
| 1997 | Verenigde Staten |
| 1998 | Frankrijk        |
| 1999 | Frankrijk        |
| 2000 | Duitsland        |
| 2001 | Nederland        |
| 2002 | Italië           |
| 2003 | Frankrijk        |
| 2004 | Frankrijk        |
| 2005 | Verenigde Staten |
| 2006 | Duitsland        |
| 2007 | Duitsland        |
| 2008 | Duitsland        |
| 2009 | Frankrijk        |
| 2010 | Frankrijk        |
| 2011 | Duitsland        |
| 2012 | Duitsland        |
| 2013 | Frankrijk        |
| 2014 | Nederland        |
| 2015 | België           |
| 2016 | Duitsland        |
| 2017 | Nederland        |
| 2018 | België           |
| 2019 | Ierland          |
| 2020 | Geen finale      |
| 2021 | Nederland        |
| 2022 | België           |
| 2023 | Duitsland        |

## Overwinningen per land
| Aantal | Land             |
| ------ | ---------------- |
| 15     | Duitsland        |
| 12     | Groot-Brittannië |
| 10     | Frankrijk        |
| 5      | Verenigde Staten |
| 4      | Nederland        |
| 3      | België           |
| 1      | Ierland, Italië  |